# Militärdistrikt

Militärdistrikt i Ryssland från 2021
Norra militärdistriktet
Östra militärdistriktet
Centrala militärdistriktet
Södra militärdistriktet
Västra militärdistriktet

Militärdistrikt är en benämning på en organisatorisk enhet för indelning av ett lands väpnade styrkor i fredstid. Liknande benämningar är militärområde, militärregion, militärlän och arméfördelning.

## Finland
Militärkommittén på den vita sidan i Finland delade på hösten 1917 landet i tolv militärdistrikt.
I det självständiga Finland inrättades 1932 militärdistrikt som försvarsmaktens regionala förvaltningsmyndigheter. När de avskaffades 1992, var antalet militärdistrikt 23. Militärdistrikten ersattes då fram till 2015 av fyra operativa militärlän (Södra Finlands militärlän, Västra Finlands militärlän, Östra Finlands militärlän och Norra Finlands militärlän), vilka lydde under arméstaben. Dessutom fanns de regionala militärlänen Österbottens, Savolax-Karelens och Lapplands militärlän samt regionalbyråer, vilka lydde under det operativa militärlän som de befann sig inom.
Denna typ av militär regional förvaltningsindelning upphörde i Finland 2015.

## Sverige
Huvudartikel: Sveriges militärterritoriella indelning
Namnet "militärdistrikt" för militära regionala förvaltningsenheter har använts i Sverige i två omgångar: under 1800-talet och 2000–2005.

### Militärdistrikt i Sverige 1833 [1889]–1893
- 1. militärdistriktet (Helsingborg)
- 2. militärdistriktet (Eksjö)
- 3. militärdistriktet (Skövde)
- 4. militärdistriktet (Stockholm)
- 5. militärdistriktet (Stockholm)
- 6. militärdistriktet (Gävle)
- Gotlands militärbefäl (Visby)

### Militärdistrikt i Sverige 2000–2005
- Södra militärdistriktet (Göteborg)
- Mellersta militärdistriktet (Strängnäs)
- Norra militärdistriktet (Boden)
- Gotlands militärdistrikt (Visby)

Numera är Sverige militärterritoriellt uppdelat i fyra militärregioner: Södra, Västra, Mellersta och Norra.

## Ryssland
Huvudartikel: Militärdistrikt i Ryssland
Ett militärdistrikt i Ryssland är en territoriellt baserad, militäradministrativ enhet för uppdelning av merparten av Rysslands väpnade styrkor i fredstid, både markstyrkor, flotta och flygvapen.
Militärdistriktets befälhavare har kommando över alla militära enheter inom distriktets geografiska område, med undantag av Rysslands strategiska robotstridskrafter och Rysslands luft- och rymdförsvarsstridskrafter, vilka styrs direkt från försvarsministeriet i Moskva.

### Militärdistrikt i Ryssland från 2021[3]
- Norra militärdistriktet med högkvarter i Murmansk
- Västra militärdistriktet med högkvarter i Sankt Petersburg
- Södra militärdistriktet med högkvarter i Rostov-na-Donu
- Centrala militärdistriktet med högkvarter i Jekaterinburg
- Östra militärdistriktet med högkvarter i Chabarovsk